# جون جويس
جون جويس (بالإنجليزية: John Joyce)‏ (26 يونيو 1877 في المملكة المتحدة - 1 يونيو 1956 بغرينتش في المملكة المتحدة) هو لاعب كرة قدم بريطاني (وحمل سابقاً جنسية المملكة المتحدة لبريطانيا العظمى وأيرلندا) في مركز حراسة المرمى. لعب مع بلاكبيرن روفرز وتوتنهام هوتسبير ونادي ساوثهامبتون ونادي غيلينغهام ونادي ميلوول وBurton United F.C. ‏.

## وصلات خارجية
- جون جويس على موقع قاعدة بيانات كرة القدم.إي يو (الإنجليزية)